# Köråstjärnen (Bodsjö socken, Jämtland)
Köråstjärnen är en sjö i Bräcke kommun i Jämtland och ingår i Ljungans huvudavrinningsområde.